# لوس پپس
لوس پپس  نام یک گروه خشن کلمبیایی است که مخفف شده عبارت "Perseguidos por Pablo Escobar" است. این نام یک عبارت اسپانیایی است. این گروه ویژیلانته مدت کوتاهی وجود داشت و در دوران حضور خود با قاچاقچی معروف کلمبیایی پابلو اسکوبار می‌جنگید.لوس پپس از اعضای کارتل کالی ، جودی مونکادو،  (کارتل 24) ، رودریگز و برادران کاستانیا تشکیل شده بود . آنها از اوایل سال ۱۹۹۰ جنگ خود را با کارتل مدیین آغاز کردند که با مرگ اسکوبار در سال ۱۹۹۳ پایان یافت. دو رهبر اصلی لوس پپس دون برنا و فیدل کاستیانو بودند، این دونفر قبل از تشکیل این گروه از اعضای باند اسکوبار بودند.